# Samogłoska
Samogłoska – głoska, przy powstawaniu której uczestniczą jedynie więzadła głosowe, a strumień powietrza swobodnie przepływa przez kanał głosowy. Samogłoski charakteryzują się regularnym rozkładem energii akustycznej, mają wyraźną strukturę formantową, która decyduje o ich barwie. Podczas ich artykulacji słychać tylko jedną głoskę. Niektórzy językoznawcy kwestionują tę metodę definicji samogłosek  jako niejednoznaczną i wzbudzającą wątpliwości i proponują w zamian metodę dystrybucyjną, polegającą na badaniu roli i kontekstu poszczególnych głosek w izolowanych wyrazach w poszczególnych językach.
Symbole samogłosek w międzynarodowej transkrypcji fonetycznej IPA przedstawia poniższa tabela:

## Klasyfikacja samogłosek
Podziału można dokonać ze względu na:
- poziomy ruch języka – s. przednie, środkowe (centralne), tylne
- pionowy ruch języka – s. wysokie (przymknięte), średnie, niskie (otwarte)
- kształt warg – s. niezaokrąglone, zaokrąglone
- udział rezonatora nosowego – s. ustne, nosowe (zapisywane z tyldą nad symbolem samogłoski).

## Pule fonemiczne samogłosek
Liczba fonemów samogłoskowych w językach naturalnych waha się od kilku do kilkudziesięciu. Przykłady języków z daną liczbą fonemów samogłoskowych:
- 2: ubyski;
- 3: egipski, arabski klasyczny i piraha;
- 4: akadyjski;
- 5: hiszpański, rosyjski, hebrajski, japoński;
- 6: polski, ukraiński;
- 7: włoski;
- 8: turecki;
- 10: czeski, łacina;
- 12: angielski (w najczęstszych odmianach);
- 13: portugalski;
- 14: węgierski;
- 15: niemiecki;
- 16: francuski;
- ok. 30: taa.